# إينيس سوزا ريال
إينيس سوزا ريال (من مواليد 6 يونيو 1980) هي سياسية برتغالية وهي حاليًا رئيس المجموعة البرلمانية حيوانات الناس الطبيعة في جمعية الجمهورية. في مؤتمر المجموعة في 6 يونيو 2021 تم انتخابها على قائمة واحدة كمتحدثة باسم الحزب.

## الحياة قبل السياسة
حصلت سوزا ريال على شهادة جامعية في القانون ودرجة ماجستير في قانون الحيوان والمجتمع، وهي محامية في بلدية سينترا منذ عام 2006 وكانت رئيسة قسم إنفاذ الضرائب والمخالفات الإدارية من عام 2015 إلى أكتوبر 2019. كانت في بلدية لشبونة محققة شكاوى الحيوان من نوفمبر 2014 إلى مارس 2017. لتفانيها في هذا الدور على أساس تطوعي حصلت على ثناء من جمعية بلدية لشبونة

## الحياة السياسية
تم انتخاب سوزا ريال لعضوية مجلس بلدية لشبونة في عام 2017 وجمعية الجمهورية في عام 2019. وهي عضو في اللجنة السياسية لحزب بان. بعد أن أعلن أندريه لورنسو إي سيلفا عن تنحيه كان من المقرر عقد مؤتمر للحزب لانتخاب زعيم جديد في عطلة نهاية الأسبوع من 5 إلى 6 يونيو 2021. بالنسبة إلى مؤتمر القيادة هذا كانت سوزا ريال هي المرشح الوحيد الذي تقدم إلى الأمام. في 6 يونيو تم انتخابها كزعيمة لحزب بان بنسبة 87.2٪ من الأصوات في مؤتمر الحزب في تومار.
في الانتخابات المبكرة في يناير 2022 كانت سوزا ريال النائبة الوحيدة من حزبها الذي تم انتخابه حيث انخفض الحزب من أربعة مقاعد إلى مقعد واحد. وقالت إن احتمال حصول الحزب الاشتراكي على الأغلبية المطلقة سيكون ضارًا بالديمقراطية.